# Cephaleta nirupama
Cephaleta nirupama är en stekelart som beskrevs av T.C. Narendran och Mini 2000. Cephaleta nirupama ingår i släktet Cephaleta och familjen puppglanssteklar. Inga underarter finns listade.